# Svetlana Slepțova
Svetlana Slepțova (n. 31 iulie 1986, Hantî-Mansiisk, RSFS Rusă, URSS) este o biatlonistă rusă, medaliată olimpică. A participat la o ediție a Jocurilor Olimpice (2010) în care a câștigat o medalie de aur.

## Participări
Lista de mai jos prezintă principalele competiții la care a participat Svetlana Slepțova de-a lungul carierei.
- biathlon at the 2010 Winter Olympics – women's relay[*]